# Terminalia kaiseriana
Terminalia kaiseriana är en tvåhjärtbladig växtart som beskrevs av F. Hoffm.. Terminalia kaiseriana ingår i släktet Terminalia och familjen Combretaceae. Inga underarter finns listade i Catalogue of Life.